# (6373) Stern
(6373) Stern est un astéroïde de la ceinture principale.

## Description
(6373) Stern est un astéroïde de la ceinture principale. Il fut découvert le 5 mars 1986 par l’astronome Edward L. G. Bowell à la station Anderson Mesa. Il présente une orbite caractérisée par un demi-grand axe de 2,652 UA, une excentricité de 0,089 et une inclinaison de 12,69° par rapport à l'écliptique.
Il fut nommé en l'honneur du planétologue et astronome américain Alan Stern.

## Compléments